# Hussengut
Hussengut ist ein Gemeindeteil der kreisfreien Stadt Bayreuth im bayerischen Regierungsbezirk Oberfranken. Hussengut liegt in der Gemarkung Bayreuth.

## Geografie
Die ehemalige Einöde bildet mit Opelsgut, Schießhaus und Wundersgut eine geschlossene Siedlung im Nordwesten von Bayreuth.

## Geschichte
Von 1797 bis 1810 unterstand der Ort dem Justiz- und Kammeramt Bayreuth. Mit dem Gemeindeedikt wurde Hussengut dem 1812 gebildeten Steuerdistrikt Bindlach und der zugleich gebildeten Ruralgemeinde Zettlitz zugewiesen. Mit dem Gemeindeedikt von 1818 erfolgte die Eingemeindung nach Crottendorf. Am 1. April 1939 wurde Hussengut nach Bayreuth eingegliedert.

### Einwohnerentwicklung
| Jahr      | 001819 | 001822 | 001861 | 001871 | 001885 | 001900 | 001925 | 001950 | 001961 | 001970 | 001987 |
| Einwohner | *      | 4      | 8      | 5      | 5      | 4      | 6      | 8      | 5      | 5      | †      |
| Häuser    |        | 1      |        |        | 1      | 1      | 1      | 1      | 1      |        | †      |
| Quelle    | [ 6 ]  | [ 4 ]  | [ 7 ]  | [ 8 ]  | [ 9 ]  | [ 10 ] | [ 11 ] | [ 12 ] | [ 13 ] | [ 14 ] | [ 15 ] |

## Religion
Hussengut ist evangelisch-lutherisch geprägt und nach St. Georgen (Bayreuth) gepfarrt.